# Alberto Biedermann
Alberto Biedermann, född 1926, är en argentinsk friidrottare. Han deltog vid olympiska sommarspelen 1948.